# Tamara et le Démon
Tamara et le Démon (en russe : Тамара и Демон), ou Ne pleure pas, enfant, ne pleure pas en vain… (en russe : Не плачь, дитя! Не плачь напрасно!), est une illustration du peintre russe Mikhaïl Vroubel pour le poème de Mikhaïl Lermontov : Le Démon. Elle est créée en 1890-1891 et se trouve aujourd'hui à la Galerie Tretiakov.

## Histoire de la création
En 1891, Mikhaïl Vroubel crée une dizaine d'illustrations pour le jubilé de la publication du recueil de poèmes de Mikhaïl Lermontov intitulé Le Démon, organisé par Piotr Kontchalovski.
Sur les 36 dessins réalisés par Vroubel dans le cadre de ce jubilé, une vingtaine sont édités par le typographe I. Kouchnareva et une dizaine illustreront le poème Le Démon. L'éditeur déclare vouloir « rendre cette édition aussi caractéristique et indépendante que possible … Nous cherchons à éviter les illustrations sur commande, généralement sèches, monotones et ennuyeuses et donnons la préférence à des œuvres de caractère, pleines de vie, qui expriment en un mot tout un travail artistique ».
C'est à Piotr Kontchalovski que revient le mérite d'avoir choisi Vroubel pour illustrer le texte de Lermontov. Parmi les autres artistes appelés à participer à cette réalisation, il faut surtout noter les noms de Valentin Serov, Constantin Korovine, Leonid Pasternak. Selon les souvenirs du fils de Kontchalovski, le premier des jeunes artistes que son père invita est Boris Pasternak. Ce dernier conseilla alors à Kontchalovski de choisir Valentin Serov pour les illustrations du Démon. Mais Serov savait que Vroubel avait déjà travaillé sur ce thème du Démon, et il conseilla à Kontchalovski de choisir Vroubel.
Vroubel apporte son dessin Le Démon sur fond du Mont Kazbek à Kontchalovski. Celui-ci apprécie tellement qu'il loue une chambre pour Vroubel sous son appartement et lui rend visite tous les jours. La plupart des critiques n'apprécient pas les dessins de Vroubel, mais cela n'a pas empêché Kontchalovski de défendre farouchement Le travail de Vroubel devant ses éditeurs.

## Description

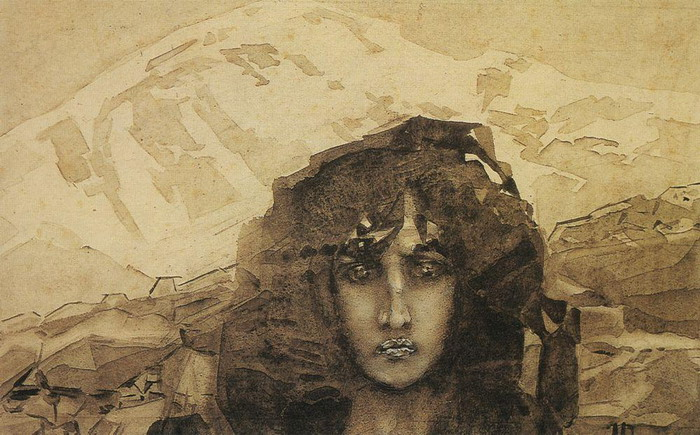
Démon sur fond de mont Kazbek, 1891.Musée national de peinture de Kiev.

Illustration sur papier beige 95,5 × 64,3 centimètres à l'aquarelle noire et céruse.
« Enfant, tu pleures sur ton sort,

En vain tes larmes sont versées,

Leur vivante rosée

Ne saurait ranimer un mort.

Du ciel il ne peut pas t'entendre

Ni voir tes larmes, ta douleur;

Dans une clarté pure et tendre

Son esprit vit sur les hauteurs. »
– Le Démon ch. XV Mikhaïl Lermontov ,